# Запис оброк Андреје и Данка - 1958 (Топли До)
Запис оброк Андреје и Данка - 1958 (Топли До) се налази на парцели чији је власник Пејчић Владимир.

## Локација
| Општина             | Пирот                                                                       |
| Катастарска општина | Топли До                                                                    |
| Потес               | Манастирска чука                                                            |
| Координате          | 43° 19′ 49″ С; 22° 39′ 33″ И / 43.330300000000001° С; 22.659300000000002° И |
| Надморска висина    | 650m                                                                        |

## Карактеристике
Дендрометријске вредности утврђене на терену и сателитским снимцима:
| Стабло                     | Крст |
| Висина стабла              | m    |
| Обим дебла                 | m    |
| Пречник крошње             | 0m   |
| Пречник дебла              | m    |
| Висина дебла до прве гране | m    |

## База записа
Запис је у оквиру Викимедија пројекта "Запис - Свето дрво" заведен под редним бројем 0881.